# Društvo prijatelja kulturne baštine Split
Društvo prijatelja kulturne baštine Split je udruga iz Splita. Osnovano je 1971. godine. Tajnica je hrvatska publicistica Tea Marinović. Djelatnost društva je njegovanje materijalne i nematerijalne kulturne baštine Splita i okolice i promicanje svijesti o njenoj zaštiti. Društvo izdaje časopis Kulturna baština.